# Пітерс 1
Пітерс 1 (англ. Peters 1) — індіанська резервація в Канаді, у провінції Британська Колумбія, у межах регіонального округу Фрейзер-Велі.

## Населення
За даними перепису 2016 року, індіанська резервація нараховувала 30 осіб, показавши зростання на 11,1%, порівняно з 2011-м роком. Середня густина населення становила 26,4 осіб/км².

## Клімат
Середня річна температура становить 8,5°C, середня максимальна – 19,9°C, а середня мінімальна – -3,8°C. Середня річна кількість опадів – 1 708 мм.
| Клімат поселення                              | Клімат поселення | Клімат поселення | Клімат поселення | Клімат поселення | Клімат поселення | Клімат поселення | Клімат поселення | Клімат поселення | Клімат поселення | Клімат поселення | Клімат поселення | Клімат поселення | Клімат поселення |
| Показник                                      | Січ.             | Лют.             | Бер.             | Квіт.            | Трав.            | Черв.            | Лип.             | Серп.            | Вер.             | Жовт.            | Лист.            | Груд.            |                  |
| Середній максимум, °C                         | 4,75             | 6,96             | 8,98             | 11,86            | 15,05            | 17,74            | 18,74            | 19,92            | 16,75            | 12,42            | 6,98             | 3,74             |                  |
| Середня температура, °C                       | 0,49             | 2,68             | 4,70             | 7,58             | 10,78            | 13,47            | 16,04            | 17,23            | 14,02            | 9,73             | 4,28             | 1,05             |                  |
| Середній мінімум, °C                          | −3,76            | −1,58            | 0,44             | 3,34             | 6,55             | 9,22             | 13,36            | 14,53            | 11,35            | 7,03             | 1,60             | −1,64            |                  |
| Норма опадів, мм                              | 230              | 158              | 150              | 120              | 98               | 86               | 59               | 54               | 86               | 183              | 269              | 215              |                  |
| Середньомісячна швидкість вітру, м/с          | 3.11             | 3.10             | 3.09             | 3.08             | 2.92             | 2.90             | 2.78             | 2.61             | 2.47             | 2.58             | 2.99             | 3.08             |                  |
| Середньомісячна сонячна радіація, кДж/м²·день | 3334             | 6428             | 10279            | 15288            | 18898            | 20382            | 21768            | 18731            | 13386            | 7350             | 3646             | 2606             |                  |
| --------------------------------------------- | ---------------- | ---------------- | ---------------- | ---------------- | ---------------- | ---------------- | ---------------- | ---------------- | ---------------- | ---------------- | ---------------- | ---------------- | ---------------- |
| Джерело:                                      |                  |                  |                  |                  |                  |                  |                  |                  |                  |                  |                  |                  |                  |